# Joanna Fabisiak
Joanna Fabisiak est une femme politique polonaise, enseignante de polonais et activiste au sein des collectivités locales née le 7 juillet 1950 à Varsovie. Elle est députée des 3e, 5e, 6e, 7e, 8e et 9e législatures de la Diète.

## Biographie

### Enfance et études
Ses parents sont Józef Fabisiak et Helena.
En 1976, elle est diplômée de la faculté d'études polonaises de l'université de Varsovie, avec une spécialisation en linguistique. En 1986, elle suit des études de troisième cycle en langue et culture polonaises pour les étrangers à l'université de Varsovie et, en 1991, des études de troisième cycle en administration locale et développement local. De 1976 à 1978, elle est assistante à l'université Jagellonne.

### Carrière
De 1978 à 2006, elle travaille à l'université de Varsovie au Centre de langue et de culture polonaises pour les étrangers Polonicum. Elle y est d'abord assistante, puis chargée de cours. Entre 2002 et 2005, elle est directrice adjointe du Polonicum.
De 1981 à 1984, elle est membre du premier conseil social du primat (pl).
En 1998, elle créé la fondation Świat na Tak,. Dans le cadre de cette fondation, elle lance le concours national pour adolescents Ośmiu Wspaniałych (en français : « Les Huit Magnifiques »), soutenant l'idée d'aider par le biais du travail bénévole. Elle fonde également dans le cadre de la fondation l'Agence d'information pour la jeunesse afin d'aider les jeunes à choisir une école, à trouver un emploi et un appartement.
De 1990 à 2005, elle est conseillère municipale de Varsovie, notamment vice-présidente du conseil municipal de Varsovie.
En 1993, elle se présente sans succès au Sejm sur la liste du Bezpartyjny Blok Wspierania Reform (pl).
De 1997 à 2001, elle est membre du Sejm pour le troisième mandat au nom de l'Alliance électorale Solidarité (sur recommandation de l'association Nowa Polska (pl)). Elle préside la sous-commission permanente de la jeunesse. Elle soutient les efforts visant à transformer l'Académie de théologie catholique en l'Université du Cardinal Stefan Wyszyński (pl) de Varsovie.
Elle rejoint le mouvement social. En 2001, elle se présente sans succès à la réélection sur la liste de l'Alliance électorale Solidarité.
En 2005, elle est élue au Sejm pour le cinquième mandat au nom de la Plate-forme civique dans la circonscription de Varsovie. Elle siège à la commission de l'éducation, des sciences et de la jeunesse (pl) et à la commission de liaison avec les Polonais de l'étranger (pl). Elle est vice-présidente de la sous-commission permanente de la jeunesse et préside le groupe parlementaire polono-philippin.
Depuis 2006, elle est membre du conseil de programmation de TVP Polonia,.
Lors des élections parlementaires de 2007, elle remporte un siège parlementaire pour la troisième fois, avec 7552 voix.
Lors des élections de 2011, elle se présentée avec succès à la réélection, obtenant 6739 voix.
En 2015, elle est réélue au Sejm avec 3512 voix. Au cours du huitième mandat du Sejm, elle devient membre de la commission de l'éducation, des sciences et de la jeunesse et de la commission de liaison avec les Polonais de l'étranger.
Le 11 janvier 2018, elle est exclue de la Plate-forme civique pour avoir enfreint la discipline du parti lors de votes sur des projets d'avortement (elle reste toutefois membre du club parlementaire du parti).
Avant les élections parlementaires de 2019, elle redevient membre de la Plate-forme civique. Lors de cette élection, elle remporte la réélection parlementaire, obtenant 5347 voix. En 2023, elle démissionne de la Plate-forme civique ; lors des élections de la même année, elle ne conserve pas son siège de députée, se présentant comme candidate de la Troisième voie.

## Vie privée
Elle est mariée ; elle a trois enfants, dont le journaliste Tomasz Machała (pl).

## Récompenses et distinctions
En 2010, elle reçoit l'Ordre du Sourire.